# House Party (film, 1990)
Pour le remake, voir House Party (film, 2023).
Série
House Party 2
(1991)
Pour plus de détails, voir Fiche technique et Distribution.
House Party est un film américain réalisé par Reginald Hudlin, sorti en 1990.

## Synopsis
Kid rejoint Play qui organise une fête chez lui - celle-ci va dégénérer.

## Fiche technique
- Titre : House Party
- Réalisation : Reginald Hudlin
- Scénario : Reginald Hudlin
- Musique : Roney Hooks, Marcus Miller et Lenny White
- Photographie : Peter Deming
- Montage : Earl Watson
- Production : Warrington Hudlin
- Société de production : The Jackson/McHenry Company, New Line Cinema et The Hudlin Brothers
- Société de distribution : Impéria Distribution (France) et New Line Cinema (États-Unis)
- Pays :  États-Unis
- Genre : Comédie, film musical et teen movie
- Durée : 100 minutes
- Dates de sortie : 
  -  États-Unis : 9 mars 1990
  -  France : 8 mai 1991

## Distribution
- Christopher Reid : Kid
- Robin Harris : Pop
- Christopher Martin : Play
- Martin Lawrence : Bilal
- Tisha Campbell : Sidney
- A.J. Johnson : Sharane
- Paul Anthony : Stab
- Bowlegged Lou : Pee-Wee
- B-Fine : Zilla
- Edith Fields : la principale
- Kelly Jo Minter : LaDonna
- Clifton Powell : le frère de Sharane
- Verda Bridges : la sœur de Sharane
- Desi Arnez Hines II : Peanut
- Ludie C. Washington : oncle Otis
- Kimi-Sung : Sunni

## Accueil
Le film a reçu un accueil favorable de la critique. Il obtient un score moyen de 76 % sur Metacritic.